# Lomonosoffiella
Lomonosoffiella is een geslacht van vliesvleugeligen uit de familie Pteromalidae. De wetenschappelijke naam van dit geslacht is voor het eerst geldig gepubliceerd in 1913 door Girault.

## Soorten
Het geslacht Lomonosoffiella is monotypisch en omvat slechts de volgende soort:
- Lomonosoffiella albipes Girault, 1913